# Хетафе КФ
Хетафе Клуб де Футбол (испанско произношение: [xeˈtafe ˈkluβ ðe ˈfuðβol]), (на испански: Getafe Club de Futbol) или просто Хетафе е испански футболен отбор от едноименното предградие на Мадрид. Клубът е създаден през 1983 г.

## История
Хетафе е основан през 1945 г. Официалното му откриване е на 24 февруари 1946 г.
Отборът прекарва 6 сезона във Втора дивизия. От 1976 до 1982 г. завършат сезона в долната половина на таблицата. Малко след това поради неплатени заплати на футболистите клубът е разформирован.
На 1 септември 1976 г., е основан нов клуб – „Peña Madridista Getafe“. Той играе 4 сезона в различни долни дивизии, по-късно е приеменуван на „Club Deportivo Peña Getafe“. С това име изиграва още 2 сезона. На 10 юли 1982 г. се обединява с „Club Getafe Promesas“.
Вследствие на сливането между двата отбора, настоящият Хетафе е официално основан на 8 юли 1983 г.
През сезон 1994 – 95 клубът се изкачва до Сегунда дивисион, но остава там само 2 години. Сезон 2003 – 04 е успешен за Хетафе. По-голямата част от годината отборът изкарва на върха в Сегунда Дивисион и получава промоция за Примера Дивисион, побеждавайки Тенерифе ФК с 5:3.
През първия си сезон в Примера, Хетафе завършва на 13-о място. През следващия сезон отборът се представя по-добре като завършва на 9-о място с актив от 54 точки.
През сезон 2006 – 07 успехите на Хетафе продължават. Тимът се превръща в един от най-трудните за побеждаване в Примера Дивисион. Успяват да победят както Реал Мадрид, така и действащия шампион – Барселона.
През този сезон Хетафе е отбора с най-добра защита в Испания – за 38 мача допуска само 33 гола, а аржентинеца Абондансиери е обявен за най-добрия вратар в Примера Дивисион. Изиграва 12 мача без да допусне гол във вратата си, с което печели трофея Рикардо Замора.
През сезон 2007 – 08 Хетафе прави запомнящо се участие в турнира за Купата на УЕФА – достигайки до 1/4 финал, където отпада драматично от Байерн Мюнхен. В първия мач испанците завършват 1:1 като гости в Мюнхен. Реваншът в Мадрид започва повече от драматично. Още в 6-ата минута Рубен де ла Ред от домакините получава директен червен картон за фаул срещу Мирослав Клозе. Въпреки намаления си състав домакините повеждат в резултата с гол на румънеца Козмин Контра. Срещата отново завършва 1:1 и следват продължения. В първото продължение испанците отбелязват нови 2 гола и повеждат с 3:1. През второто продължение Лука Тони отбелязва два гола и слага край на мечтите на скромния клуб.

## Стадион
Отборът играе срещите си на Колисеум Алфонсо Перес (на испански Coliseum Alfonso Pérez). Съоръжението е с капацитет 14 400 зрители и е официален стадион на клуба от 1 януари 1998 г. Преди това отборът е играл мачовете си на „Estadio de las Margaritas“. Стадионът е кръстен в чест на футболиста Алфонсо Перес. Самият Перес никога не е играл или работил за Хетафе, нито е стъпвал на стадиона, но е роден в градчето и е може би най-известният футболист от местността.
Годината на построяване на стадиона – 1998 г. съвпада с върха в кариерата на нападателя.
След построяването си, стадионът е разширяван неколкократно, за да достигне настоящия си капацитет. Средната посещаемост на футболните срещи е около 10 000 зрители. Върху западната трибуна е монтиран покрив, който предпазва феновете от неблагоприятни метеорологични условия.

## Състав

### Настоящ състав
Към 2 септември 2019 г.

## Успехи
- Копа дел Рей
  -  Финалист (2): 2006 – 07, 2007 – 08
- Сегунда Дивисион Б
  -  Шампион (4): 1998 – 99

### Международни
- Купа на УЕФА:
  - 1/4 финалист – 2007 – 08

## Известни футболисти
- Оскар Устари
- Роберто Абондансиери
- Луис Арагонес
- Дани Гуйса
- Рубен де ла Ред

## Български футболисти
- Георги Русев: 2017/18 - (0 мача - 0 гола)

## Бивши треньори
- Кике Санчес Флорес
- Бернд Шустер
- Михаел Лаудруп